# Кроуфорд, Рэй
Реймонд Кроуфорд (англ. Raymond Crawford; род. 13 июля 1936, Портсмут, Англия) — английский футболист, нападающий.

## Клубная карьера
Во взрослом футболе дебютировал в 1954 году выступлениями за «Портсмут».
Летом 1958 года перешёл во второлиговый «Ипсвич Таун», в котором сразу стал одним из основных нападающих. В начале 1960-х годов стал одним из соавторов «футбольного чуда», когда команда из Ипсуича выиграла первенство Второго дивизиона Футбольной лиги в сезоне 1960/61 и пробилась в Первый дивизион, а уже в следующем сезоне впервые в своей истории стала чемпиона страны. В том триумфальном сезоне Кроуфорд стал автором более трети всех голов клуба, став с 33 забитыми мячами лучшим бомбардиром сезона.
После сенсационной победы в чемпионате Кроуфорд отыграл за «Ипсвич Таун» ещё один полный сезон, по ходу которого команда в большинстве своем боролась за сохранение места в Первом дивизионе, а в начале сезона 1963/64 перешёл в «Вулверхэмптон Уондерерс». Провёл за эту команду достаточно успешные полтора сезона, забив 41 гол в 61 играх во всех турнирах. В начале 1965 года перешёл в «Вест Бромвич Альбион». В этой команде, впрочем, стать игроком основного состава у Кроуфорда не получилось и вскоре он вернулся в «Ипсвич Таун». В тот момент бывший победитель английского чемпионата снова соревновался во Втором дивизионе, а в 1968 году, снова не без помощи своего звёздного нападающего, сумел вернуть себе место в Первом дивизионе. Окончательно покинул Ипсвич в 1969 году, забив на тот момент за его команду 259 голов во всех соревнованиях.
В течение части 1969 года защищал цвета второлигового[что?] «Чарльтон Атлетик», после чего играл за нижнелиговые[что?] «Кеттеринг Таун» и «Колчестер Юнайтед», а завершил игровую карьеру 1971 году.

## Карьера в сборной
Дебютировал на международной арене в составе национальной сборной Малайи в 1956 году. После этого он сыграл за сборную Англии против Северной Ирландии 22 ноября 1961 года и сыграл в их следующем матче против Австрии 4 апреля 1962 года.